# Amathusia andamanensis
Amathusia andamanensis är en fjärilsart som beskrevs av Hans Fruhstorfer 1899. Amathusia andamanensis ingår i släktet Amathusia och familjen praktfjärilar. Inga underarter finns listade i Catalogue of Life.